# 大枝山
大枝山（おおえやま）は、京都府にある山。京都市西京区と亀岡市の境に位置する。標高は480m。大江山（『万葉集』）、大井山（『日本後紀』）とも呼ばれている。また、この山の北側山腹にある標高230mの老ノ坂峠（おいのさかとおげ）を指す場合がある。
大枝山の峠は、昔は「大江坂（おおえのさか）」と呼ばれ、それが変化して老の坂（老ノ坂峠）と呼ばれるようになった。

## 概要
平安京から山陰道を下る場合、山城国と丹波国の国境にある大江坂に設けられた大江関を必ず越えて京と別れを告げることになった事から、古くから歌枕の地として知られていた（平安遷都以前にも淀川経由で平城京に向かう場合の経路とされている）。また、交通・軍事の要所であったことから承和の変や保元の乱などの時には老の坂を軍勢で固めて不審者の京からの出入りを防いだ事が記録されている。また、著名な武将がここを通過したことで知られ、一ノ谷の戦いの源義経、六波羅探題攻撃の足利高氏、本能寺の変の明智光秀などは皆ここを通って戦地に向かったとされている。室町時代には関所も設置された。キリシタン大名として知られた内藤如安（忠俊・後に小西行長家臣）が丹波の小領主だった時代、ルイス・フロイスら宣教師が忠俊の招待を受けてここを経由して丹波に入ったとする記録が残されている。
また、ここは平安京外部の穢れから平安京を防禦し、中で生じた穢れを排除する地として四堺の一つに規定された。このため、大枝山周辺は京都から放逐された盗賊の住処として知られ、また鬼が住まう地として信じられていた。酒呑童子の「大江山」をこの大枝山の事だとする説もあり、老ノ坂峠の南側には現在も酒呑童子のものと伝えられる首塚が置かれている。
以前は老ノ坂峠を経由して京都と亀岡をつないでいたが、1883年（明治16年）に「松風洞」という名のトンネルが峠の真下に開通し、1933年（昭和8年）にはその北側に「和風洞」という名のトンネルが掘られて開通した。やがて交通量の増大から1964年（昭和39年）に2車線の老ノ坂トンネルが「松風洞」の位置に開通した。「和風洞」は老ノ坂トンネル開通後も長らく京都市内方面の車道として利用されていたが、現在は歩行者・自転車専用道となっている。現在、この峠道は国道9号として京都市内と丹波・山陰方面を結ぶ主要道として活躍している。1988年（昭和63年）には京都縦貫自動車道が開通し新老ノ坂トンネルが掘られている。

## 老ノ坂の子安地蔵
京阪京都交通の老ノ坂峠バス停付近に「子安地蔵尊」として地蔵菩薩が祀られている。『一心二河白道』という物語によれば、この地蔵は丹波国の大長者の娘、桜姫であるとされる。以下が物語の概要である。
桜姫は丹波国の佐伯の郡司あきたかという大長者の一人娘で、清水寺の観音の申し子であった。才色兼備のこの姫が十五となったころ、姫に養子を取るに当たって清水寺に親子三人で参詣した。宿坊に逗留中の姫が乳母とともに音羽の滝のほとりに佇んでいたところ、清水寺の住持の弟子である式部卿清玄という若僧が滝の上から姫を見かけ、姫に恋心を抱いてしまう。清玄が歌をしたためた短冊を姫の前へと落とすと、姫はそれを拾い上げて懐にしまった。あきたか夫婦と姫が参詣から戻って養子縁組の祝言を挙げたその夜、姫の寝屋近くの天上から下がってきた光の中に「心」という字が現れて、美しい若僧の首に変じた。それを見た聟は逃げ帰ってしまい、養子は破談となる。二人目の聟にも同じ理由で逃げられて、三人目に聟となった摂津国多田庄の田辺みきのじょう吉長は、現れた首を何者かの執心と見て斬りつけたところ、首は消え去った。姫に尋ねると「清水の音羽の滝で短冊を拾ってから、その短冊の主だという若僧が夜な夜な夢に訪れてきます」と言う。
吉長が清水寺の住持に会見して「私はあきたかの長男ですが、参詣虚しく妹の桜姫が急病にて亡くなりましたので代参に参りました」と言うと、清玄が寄って来てしきりに事情を聞きたがる。そこで吉長「妹が死の間際にもう一度逢いたがっていた若僧とはあなたのことだったのですね。今生の縁は切れたとあきらめて供養してください。ご修行に障りますから丹波にお越し下さるには及びません」と言って清玄を騙した。そう言われたものの清玄は悲嘆のあまり丹波へと下り途中で宿を取ったところが、宿の亭主から今日は佐伯の郡司の息女の婿取りの吉日と聞かされて激怒する。祝宴の最中に斬り込んだ清玄は吉長に刀傷を負わせ、姫をも斬ろうとするが間一髪で吉長に首を刎ねられる。
吉長は深手を負ったが、山伏の教えによって摂津国有馬温泉の湯につかると21日で全快した。大願成就した姫が新しい湯屋を寄進すると諸国から人が集まった。あるとき現れた一人の病人の垢掻きを姫が手ずから行なうと、病人は「薬師如来の背中を掻いたことを他言してはならん。清玄は地獄で、次いで畜生道で苦しむ。汝の罪は重い、早々に仏道に入れ」と言って虚空に昇っていった。姫は髪を下ろして手紙を残し、夜陰にまぎれて忍び出た。姫はこのとき懐胎していた。
都に上って仏門に入ろうとした姫は、摂津国呉服神社で産気づいて動けなくなった。そこへ老僧が現れて「社頭を汚さないよう五丁ほど離れた里へ行って産をせよ。私は清水から来たものである」と言って消えた。姫は社を立ち退いてある一軒家の主人に頼んでそこで産をした。男子を出産すると、姫は自分の身の上を主人に打ち明けてから死んだ。一方身重の姫を案じて探しに来た吉長がたまたま宿を頼んだ一軒家こそ姫の宿った家で、吉長は姫の遺骸と子供を泣く泣く引き取った。
姫は中有の旅をさまよっていた。畜生道には清玄が堕ちて苦しんでおり、姫を見つけるやいなや蛇身となって追ってきた。姫は逃げたが行く手には水火二河の白道が横たわっている。絶体絶命の姫の前に観音が姿を現し「一心に念仏してその細道を渡れ」と言う。姫がその通りにすると弥陀の名号が剣となって蛇の首を斬り落とした。姫は白道を渡って極楽へと迎えられた。産褥に死んだ姫は身重の女性を救う誓いを立てて子安の地蔵となった。丹波国老ノ坂の子安地蔵は姫の姿を写したものである。（網野善彦ほか（編）『人生の階段』〈いまは昔 むかしは今 5〉福音館書店、pp. 28-35。）

## 映画と老ノ坂
大正から戦前にかけて、老ノ坂は京都の映画人に時代劇の恰好のロケ地として多用された。太秦から自動車で40分ほどで街道に到着できるという便利さもあり、天気の様子を見定めてから走っても十分に仕事ができたのである。
たいていのロケーションは「朝8時には撮影開始、終了は太陽が西山に落ちるまで」という習わしだったが、この老ノ坂だけは「朝は9時過ぎ、終わりは午後4時まで」を限度とした。その理由は、当時の農家は人糞を肥料に使っており、亀岡の農民らが空の肥桶を牛車に積んで京都へ肥汲みに行く、この牛車の行列が列をなして老ノ坂を通るのがちょうど朝の8時から8時半ごろで、この行列が通り終わるまではその光景と臭いでとても撮影はできない状態だったからである。
また肥汲みの牛車が桶を満タンにして亀岡へ引き上げるのが午後の4時半ごろからで、もし撮影隊がこの行列に出遭った場合は6時過ぎまで撮影ができなかった。満タンの牛車はバックなどしてくれず、「おいカツドウ屋、おんどら邪魔せんとけ!」と怒鳴られて、ロケ車をバックしたとたんに溝に脱輪して動きが取れず、夜9時ごろに、やっと撮影所に戻るというようなこともしばしばあったという。
こうした経験から老ノ坂のロケは4時半に切り上げというのが通り相場となり、「老ノ坂ロケ」との予定を見ると役者もスタッフも、朝は遅く終わりは早いと「貰うたようなもンや」（撮影所言葉で「頂き」とか「有難い」という意味）と喜んだという。